# المؤتمر الوطني للمقاومة المنظمة
كان المؤتمر الوطني للمقاومة المنظمة (NCOR) حدثًا سنويًا يضم نشطاء في قضايا وصراعات وأيديولوجيات وخلفيات متنوعة من أجل قضاء عطلة نهاية الأسبوع في التعلم والتفكر في وضع الحركات التقدمية التي تحدث محليًا ووطنيًا وعالميًا. وقد سعى المؤتمر الوطني للمقاومة المنظمة من خلال ورش عمل متنوعة وحلقات نقاش وتبادل مهارات وطرح وخلق مساحة مفتوحة وآمنة إلى تعزيز العمل المنظم بين المشاركين ضد الظلم وعدم المساواة التي يواجهها الناس في حياتهم اليومية في العالم. كان المؤتمر الوطني للمقاومة المنظمة يعقد في حرم الجامعة الأمريكية الرئيسي في شمال غرب واشنطن العاصمة من 1998 وحتى 2008.
بينما كان المناخ السياسي العام للمؤتمر هو اللاسلطوية، إلا أنه اجتذب متحدثين ومشاركين من المنتمين لليسار - من المنظمة الاشتراكية الدولية وكاتاليست بروجيكت وحتى حزب الخضر.
وقد قام مجلس نادي طلاب الجامعة الأمريكية بتمويل المؤتمر الوطني للمقاومة المنظمة بشكل جزئي وتم توفير باقي التمويل من خلال التسجيل في المؤتمر. وأجبر ذلك المؤتمر الوطني للمقاومة المنظمة (وهو الآن «ناديًا» رسميًا في الحرم الجامعي) على الالتزام بالسياسات الرسمية للحرم بما في ذلك التوقف عن تقديم الطعام من قبل الفرع المحلي لحركة طعام لا متفجرات (Food Not Bombs)، حيث إن الطعام في مبنى اتحاد طلاب الجامعة الأمريكية يجب أن يتم تقديمه بطريقة احترافية لأسباب التأمين.
في أكتوبر 2008، تم الإعلان عن أن الأحداث المستقبلية الخاصة بالمؤتمر تم إلغاؤها لأجل غير مسمى نظرًا لعدم وجود طلاب بالجامعة الأمريكية حاليًا يقومون بالتطوع للمشاركة في جماعة التنظيم.

## وصلات خارجية
- Official website
- NCOR Workshops